# Ivica Relković
Ivica Relković (Davor, 1. listopada 1964.), hrvatski novinar, publicist, građanski aktivist i političar.

## Životopis
Završio je srednju medicinsku školu, u Zagrebu. Apsolvirao je filozofiju i komparativnu književnost na Filozofskom fakultetu u Zagrebu. Oženjen je i otac troje djece. Živi i radi u Zagrebu. Jedan je od osnivača Obiteljske stranke, bivši predsjedatelj Središnjeg vijeća stranke te njezin drugi predsjednik i suutemeljitelj Hrvatskog rasta, koji je kasnije napustio.
Tijekom Domovinskog rata bio je 113 dana u srpskom zatočeništvu (od 1. listopada 1991. do 22. siječnja 1992.). Pušten je bez razmjene, uz obećanje upravitelja logora da će pustiti i razmijeniti sve preostale zatočenike, što se je i dogodilo 3. ožujka 1992.
Inicijator je, utemeljitelj i suradnik niza građanskih inicijativa i udruga:
- Udruga "Radio Marija" – predsjednik (1997. – 2005.) i v.d. glavnog urednika (1998. – 2000.).
- Hrvatsko odgovorno društvo (HOD) – utemeljitelj i predsjednik od 2005. do 2010.
- Glas roditelja za djecu (GROZD) – utemeljitelj i predsjednik udruge 2008.
- Edukacijska udruga 1481 (istraživanje i edukacija građana o skupnim grobnicama s kraja Drugog svjetskoga rata) – autor projekta i nekoliko instalacija, među kojima je akcija paljenja više od 1.500 lampiona ispred Učiteljskog fakulteta u Zagrebu 2008. godine, gdje se prema svjedocima nalazi skupna grobnica s oko 300 žrtava[2]
- Građanska inicijativa "More je kopno" – glavni koordinator

## Djela
- Savle, Savle, zašto me progniš, Zagreb, 1994.
- Zagreb–Međugorje: 113 dana tamnice, Zagreb, 1995.
- Dva dječaka tri prijatelja, Zagreb, 1996.
- Davor (monografija), Davor, 1998. (suautor D. Ivančić)
- Subjekt slobode, Zagreb, 2004.
- Haaški recital Vuka Draškovića, Zagreb, 2004.
- Jesu li katolici zlikavci?, Zagreb, 2005.
- Zakon o suzbijanju javne rasprave, Zagreb, 2008.

## Vanjske poveznice
- Interview s predsjednikom Obiteljske stranke - Ivica Relković  Arhivirana inačica izvorne stranice od 16. rujna 2010. (Wayback Machine)